# Paulie
A Paulie egy 1998-ban bemutatott, John Roberts rendezésében készült amerikai családi film, amelyet Magyarországon is bemutattak. A történet középpontjában egy Paulie nevű papagáj áll, aki hosszú kalandok során próbál hazatalálni a gazdájához, miközben bejárja egész Amerikát.

## Cselekmény
|  | Alább a cselekmény részletei következnek! |

A történet főhőse Paulie, egy  kékhomlokú aratinga fajtájú papagáj, aki más papagájoktól eltérően nemcsak szavak elismétlésére, hanem a kifejlett és folyékony beszédre is képes. Ezen képessége miatt viszont számtalan zűrös helyzetbe sodorja magát.
A film elején az Oroszországból Amerikába vándorolt Misha Belenkoff állást vállal egy állati kísérletekkel foglalkozó kutatóintézetben takarítóként. Itt találkozik először Paulie-val, aki az intézet pincéjében gubbaszt egy kalitkába zárva. Meghallja azt is, hogy a papagáj képes a beszédre. Megpróbálja ezt bebizonyítani az ott dolgozó tudósoknak, ám azok bolondnak nézik. Amikor azonban kettesben maradnak, Paulie felfedi előtte a titkát: valóban tud beszélni, ám mások előtt titkolja ezt a képességét, mert a beszéd mindig csak bajba sodorja.
Paulie ezután elmeséli Mishának kalandjait, melyeket élete során átélt.
Fióka korától kezdve egy Marie nevű kislány nevelte őt. Marie beszédhibásan született, emiatt rengeteget kellett tanulnia, hogy tisztán beszéljen, ezáltal Paulie is megtanulta az emberi beszédet. Ő segített a kislánynak, hogy megszűnjön a dadogása. Ám a szülei úgy vélték, a kislányuk képzelődik, és hogy Paulie káros hatással van Marie-ra, ezért hamar túladtak rajta. Paulie ugyan megpróbált visszatérni Marie-hoz, ám a kislány és családja addigra már elköltöztek New York-ból Los Angeles-be.
Paulie egy zálogházba került, ahol megvásárolta őt Ivy, egy idős özvegyasszony, aki segíteni akart neki, hogy visszajusson Marie-hoz. Lakókocsijával útra keltek Los Angeles felé, ám az út során Ivy megbetegedett és végül megvakult. Paulie vele maradt egészen haláláig. Ezután egyedül folytatta az utat, és idővel még repülni is megtanult (amitől korábban félt, mert tériszonya volt).
Hosszú út során eljutott Los Angeles-be, ahol beállt egy éneklő-táncoló papagájokból álló csapatba, akiket egy mexikói énekes, Ignacio futtatott.
Paulie itt rövid időn belül híressé vált, majd szemet vetett rá egy kisstílű csirkefogó, Benny, aki megismertette vele a bűnözői élet minden szépségét. Ám egy rosszul sikerült lopási akció során Paulie-t elfogták és elvitték a kutatóintézetbe, ahol most él.
Itt a tudósok is felfedezték egyedi képességét, és kísérletezni kezdtek vele. A kutatócsoport vezetője, Dr. Reingold megígérte neki, hogy a kísérletek végeztével visszaviszi őt Marie-hoz. Ám Paulie rájött, hogy a doktornak esze ágában sincs betartania az ígéretét, ezért többé nem volt hajlandó együttműködni a kísérletekben. Emiatt ketrecbe zárták és levitték a pincébe, sőt még a repülőtollait is levágták, hogy ne tudjon megszökni. Paulie ezek után soha többé nem beszélt senkivel.
Mishát meghatja Paulie története, ezért elhatározza, hogy segít neki a hazajutásban. Kiszabadítja őt a kalitkából és megszökteti az intézetből. Miután sikerül megtalálniuk Marie lakcímét, ellátogatnak hozzá, ám mint kiderül, Marie már nem az a kislány, akire Paulie emlékezett, hanem egy gyönyörű felnőtt nő. Pauile először nem ismeri fel, csak miután Marie elénekli azt az altatódalt, amit minden este együtt énekeltek lefekvés előtt. A találkozás öröme még a repüléshez is erőt ad neki, mivel a repülőtollai időközben újra kinőttek.
A film végén Paulie, Marie és Misha közösen besétálnak a nő házába, ahol Paulie Marie-nak is elmeséli a kalandjait, amelyek visszajuttatták őt hozzá. 
|  | Itt a vége a cselekmény részletezésének! |

## Szereplők
| Szereplő          | Színész              | Magyar hang        |
| ----------------- | -------------------- | ------------------ |
| Misha             | Tony Shalhoub        | Sörös Sándor       |
| Ivy               | Gena Rowlands        | Dallos Szilvia     |
| Dr. Reingold      | Bruce Davison        | Rosta Sándor       |
| Paulie (hang)     | Jay Mohr             | Fekete Zoltán      |
| Benny             | Jay Mohr             | Lux Ádám           |
| Ignacio           | Cheech Marin         | ifj. Jászai László |
| Felnőtt Marie     | Trini Alvarado       | Fazekas Zsuzsa     |
| Fiatal Marie      | Hallie Kate Eisenber | Bogdányi Titanilla |
| Artie             | Buddy Hackett        | Ujréti László      |
| Warren            | Matt Craven          | Tarján Péter       |
| Virgil, a gondnok | Bill Cobbs           | Versényi László    |
| Lupe              | Tia Texada           | Bíró Anikó         |